# Bristol City
Bristol City (offiziell: Bristol City Football Club) – auch bekannt als The Robins (deutsch Die Rotkehlchen) – ist ein englischer Fußballverein aus Bristol und spielt aktuell in der EFL Championship, der zweiten englischen Liga. Die Heimspiele werden im vereinseigenen Ashton Gate Stadium mit 27.699 Sitzplätzen ausgetragen, wo am 16. Februar 1935 im FA-Cup-Spiel gegen Preston North End mit 43.335 Zuschauern der bis heute gültige Besucherrekord erreicht wurde.
Der Klub tritt zurzeit zu seinen Heimspielen vollständig rot gekleidet an, obwohl in der Vergangenheit in der Regel die Kombination aus rotem Trikot und weißen Shorts bevorzugt wurde. Die Farbe der Auswärtsspielkleidung in der Saison 2005/06 war ein champagnerfarbenes Gold, wobei in dieser Hinsicht in der Vergangenheit mit diversen Alternativen experimentiert worden war. Dabei reichte die Palette von weißen Trikots und schwarzen Shorts bis zu einer jeweils gelben, grün und lila bzw. komplett schwarzen Spielkleidung. Der Spitzname des Vereins lautet The Robins, da von 1976 bis 1994 ein Rotkehlchen auf dem Vereinswappen zu sehen war.

## Geschichte
Der Klub wurde im Jahr 1894 gegründet unter dem Namen Bristol South End gegründet, 1897 führt der Klub das Profitum ein und änderte seinen Namen in Bristol City. Im Jahr 1900 fusionierte der Verein mit dem Lokalrivalen FC Bedminster, der selbst 1887 als Southville ins Leben gerufen worden war. Nur ein Jahr später trat Bristol City der English Football League bei und war ab 1906 in der First Division vertreten, nachdem man als Meister der Second Division aufgestiegen war. Die Neulinge konnten bereits im ersten Jahr in der höchsten Spielklasse die Vizemeisterschaft gewinnen und wurden bis in die 1930er-Jahre als „Bristol Babes“ bekannt. Dennoch stieg der Verein bereits im Jahr 1911 wieder aus der ersten Liga ab und sollte auch in den nächsten 65 Jahren dorthin nicht mehr zurückkehren.
In den 1920ern pendelte Bristol City stetig zwischen der Second Division und der Third Division South und verblieb in der dritten Liga bis zum Ausbruch des Zweiten Weltkrieges. Nach der Wiederaufnahme des Spielbetriebs übernahm Harry Dolman die Präsidentschaft des Vereins und führte den Verein über 30 Jahre lang in dieser Position. In den frühen 1950er-Jahren plante die Firma, für die Dolman arbeitete, die erste Flutlichtanlage, die im Ashton Gate installiert wurde. Nach einer sportlichen Aufwärtsentwicklung in den späten 1950er-Jahren, als der Verein fünf Jahre lang in der zweiten Liga spielen konnte, kehrte Bristol City 1965 erneut dorthin zurück. Im Jahr 1967 wurde Alan Dicks als Trainer verpflichtet und führte den Verein 1976 als Vizemeister der zweiten Liga nach langer Abstinenz wieder in die englische Eliteklasse.
Nach vier Spielzeiten in der ersten Liga, in denen der Verein eine Saison maximal auf dem 13. Platz (1978/79) abschließen konnte, stieg Bristol City 1980 wieder ab und musste sogar in den darauffolgenden beiden Spielzeiten bis in die Fourth Division hinunter gehen. Der Klub ging bankrott und konnte 1982 den Spielbetrieb unter dem neuen Besitzer „BCFC plc“ nur aufrechterhalten, weil acht hochbezahlte langjährige Spieler (die sogenannten „Ashton Gate Eight“) den Verein verließen und auf weitere Ansprüche verzichteten.
Der Aufenthalt in den Niederungen des englischen Profifußballs dauerte mit zwei Jahren nur sehr kurz an und Bristol City spielte seitdem bis heute stets entweder in der zweiten oder dritten Liga. Die späten 1990er-Jahre gestalteten sich turbulent, als der Klub in vier Jahren fünf Trainer beschäftigte. Im Juni 2000 wurde Danny Wilson neuer sportlicher Leiter in Bristol, verließ den Verein dann jedoch wieder im Juni 2004, nachdem man sowohl 2003 als auch 2004 nach einem dritten Platz in der Meisterschaft knapp in den Play-off-Spielen scheiterte. Es folgte der ehemalige langjährige Mittelfeldspieler Brian Tinnion, der den Verein als Spielertrainer übernahm. Brian Tinnion beendete Mitte der Saison seine aktive Karriere als Spieler, um sich auf das Traineramt zu konzentrieren, und führte City in seiner ersten Saison auf den siebten Platz. So wurde die Qualifikation zu den Play-offs nur knapp um einen Punkt verpasst.
Im Sommer 2005 nahm der Verein große Veränderungen in der Mannschaft vor und verpflichtete mit Marcus Stewart (der in seiner Jugendzeit Anhänger von Bristol City war) und Michael Bridges zwei ehemalige Stürmer aus der Premier League. Dennoch verpatzte der Verein den Start in die Saison 2005/06, als man in den ersten drei Spielen ohne Torerfolg blieb. Obwohl sich dies mit einem 4:2-Sieg gegen Port Vale im vierten Spiel änderte, blieben die Resultate insgesamt enttäuschend. Nach einer 1:7-Niederlage gegen Swansea City trat Tinnion zurück und wurde durch Gary Johnson ersetzt, der zuvor bei dem im Westen benachbarten Verein Yeovil Town beschäftigt war. Ein Negativvereinsrekord von neun aufeinanderfolgenden Niederlagen wurde dann am 10. Dezember 2005 mit einem 2:0-Sieg gegen Huddersfield Town beendet. Mit dem Ziel Aufstieg die Saison gestartet, stand man nun mit 19 Punkten aus 21 Spielen auf Rang 23 und befand sich in akuter Abstiegsgefahr. In den restlichen 25 Saisonspielen allerdings konnten 46 Punkte eingefahren werden und die Saison wurde auf einem versöhnlichen neunten Platz beendet. Am Ende fehlten nur sechs Punkte an der Qualifikation für die Play-offs.
Nach einem schwachen Start in die Saison 2006/07 – vier Niederlagen folgten dem Auftaktsieg gegen Scunthorpe United – konnte sich der Klub nach sechs Siegen aus sieben Spielen unter den besten sechs Mannschaften zurückmelden und blieb insgesamt zwischen November und Januar in elf Spielen ungeschlagen. Auch im FA Cup konnte der Klub durch das Erreichen der vierten Runde einen Achtungserfolg feiern und schied dort erst im Wiederholungsspiel gegen den Erstligisten FC Middlesbrough nach Elfmeterschießen aus. Durch einen 3:1-Sieg gegen Rotherham United sicherte sich der Verein schließlich über die Vizemeisterschaft in der dritten Liga den Aufstieg in die zweitklassige Football League Championship. Der Aufsteiger setzte sich zu Beginn der Spielzeit 2007/08 überraschend in der oberen Tabellenhälfte fest und führte zeitweilig die Liga an. Am Ende sorgte die nachlassende Form dafür, dass ein automatischer Aufstiegsplatz knapp verpasst wurde. Der vierte Platz berechtigte jedoch zu einer Play-off-Teilnahme und nach einem Erfolg gegen Crystal Palace im Halbfinale, stand nur noch Hull City dem direkten Durchmarsch in die Premier League entgegen. Im Wembley-Stadion unterlagen die Robins ihrem Gegner in dem entscheidenden Spiel mit 0:1.

## Erfolge
Am 26. April 1909 spielte der Verein im Finale des FA Cups, in dem man Manchester United im Crystal Palace National Sports Centre mit 0:1 unterlag. Im Jahr 1934 gewann der Klub nach einem 3:0-Endspielsieg gegen die Tranmere Rovers den Welsh Cup.
Die beste Platzierung in der englischen Meisterschaft war im Jahr 1907 der Gewinn der Vizemeisterschaft hinter Newcastle United.
Weitere kleinere Erfolge waren der Gewinn der Zweitligameisterschaft im Jahr 1906 und die dreimalige Meisterschaft der Third Division South. Darüber hinaus konnte der Verein im Jahr 1986 die Freight Rover Trophy und zuvor 1978 den Anglo-Scottish Cup erringen.

## Rivalität
Die Bristol Rovers stellen den Lokalrivalen von Bristol City dar. In der Vergangenheit hat sich zwischen beiden Vereinen eine große Rivalität aufgebaut. Dazu gehört der Streit, welchem der beiden Vereine der Status des in Bristol ältesten Vereins zusteht. Die Rovers stellen dabei den ältesten Profiverein von Bristol dar, wobei Bristol City auf eine längere Ligazugehörigkeit verweisen kann. Die Mehrheit der Anhänger von Bristol City stammen aus dem Süden der Stadt, wohingegen die Rovers eher im Osten Bristols ansässig sind. Obwohl beide Vereine in den letzten Jahren keine nennenswerten Erfolge aufweisen konnten, positionierte sich City gewöhnlicherweise höher im englischen Fußball als die Rovers, die derzeit in der drittklassigen EFL League One spielen.

## Kader der Saison 2024/25
Stand: 17. November 2024
| Nr. |            | Position | Name            |
| --- | ---------- | -------- | --------------- |
| 1   | Irland     | TW       | Max O’Leary     |
| 2   | Schottland | AB       | Ross McCrorie   |
| 3   | England    | AB       | Cameron Pring   |
| 4   | Schottland | AB       | Kal Naismith    |
| 5   | England    | AB       | Robert Atkinson |
| 6   | England    | MF       | Max Bird        |
| 7   | Japan      | ST       | Yu Hirakawa     |
| 8   | England    | MF       | Joe Williams    |
| 9   | Frankreich | ST       | Fally Mayulu    |
| 10  | England    | ST       | Scott Twine     |
| 11  | Albanien   | ST       | Anis Mehmeti    |
| 12  | Irland     | MF       | Jason Knight    |
| 14  | Kenia      | AB       | Zak Vyner       |
| 15  | Irland     | AB       | Luke McNally    |

| Nr. |            | Position | Name               |
| --- | ---------- | -------- | ------------------ |
| 16  | England    | AB       | Robert Dickie      |
| 17  | Irland     | MF       | Mark Sykes         |
| 18  | England    | MF       | Ayman Benarous     |
| 19  | England    | AB       | George Tanner      |
| 20  | England    | ST       | Sam Bell           |
| 21  | Bermuda    | ST       | Nahki Wells        |
| 23  | Frankreich | TW       | Stefan Bajić       |
| 24  | England    | AB       | Haydon Roberts     |
| 27  | England    | ST       | Harry Cornick      |
| 29  | England    | ST       | Marcus McGuane     |
| 30  | Irland     | ST       | Sinclair Armstrong |
| 32  | Wales      | TW       | Lewis Thomas       |
| 40  | England    | MF       | George Earthy      |
|     | Wales      | MF       | Omar Taylor-Clarke |

## Ehemalige Spieler
- Alois Eisenträger (1949–1958)
- John Atyeo (1951–1966)
- Gerry Gow (1969–1981)
- Norman Hunter (1976–1979)
- Peter Cormack (1976–1980)
- Joe Royle (1977–1980)
- Terry Cooper (1978–1979)
- Rob Newman (1981–1991)
- Keith Curle (1984–1987)
- David Moyes (1985–1987)
- Steve McClaren (1988–1989)
- Andy Cole (1992–1993)
- Brian Tinnion (1993–2005)
- Leroy Lita (2002–2005)
- Luke Wilkshire (2003–2006)
- Nicky Maynard (2008–2012)
- Famara Diédhiou (2017–2021)
- Alex Scott (2020–2023)

## Trainer
| Name            | Amtszeit  |
| --------------- | --------- |
| Sam Hollis      | 1897–1899 |
| Robert Campbell | 1899–1901 |
| Sam Hollis      | 1901–1905 |
| Harry Thickett  | 1905–1910 |
| Sam Hollis      | 1911–1913 |
| George Hedley   | 1913–1917 |
| Jack Hamilton   | 1917–1919 |
| Joe Palmer      | 1919–1921 |
| Alex Raisbeck   | 1921–1929 |
| Joe Bradshaw    | 1929–1932 |
| Bob Hewison     | 1932–1949 |
| Bob Wright      | 1949–1950 |
| Pat Beasley     | 1950–1958 |
| Peter Doherty   | 1958–1960 |

| Name                           | Amtszeit  |
| ------------------------------ | --------- |
| Fred Ford                      | 1960–1967 |
| Alan Dicks                     | 1967–1980 |
| Bob Houghton                   | 1980–1982 |
| Roy Hodgson                    | 1982      |
| Terry Cooper                   | 1982–1988 |
| Joe Jordan                     | 1988–1990 |
| Jimmy Lumsden                  | 1990–1992 |
| Denis Smith                    | 1992–1993 |
| Russell Osman                  | 1993–1994 |
| Joe Jordan                     | 1994–1997 |
| John Ward                      | 1997–1998 |
| Benny Lennartsson              | 1998–1999 |
| Tony Pulis                     | 1999      |
| Tony Fawthrop & David Burnside | 2000      |

| Name            | Amtszeit  |
| --------------- | --------- |
| Danny Wilson    | 2000–2004 |
| Brian Tinnion   | 2004–2005 |
| Gary Johnson    | 2005–2010 |
| Steve Coppell   | 2010      |
| Keith Millen    | 2010–2011 |
| Derek McInnes   | 2011–2013 |
| Sean O’Driscoll | 2013      |
| Steve Cotterill | 2013–2016 |
| Lee Johnson     | 2016–2020 |
| Dean Holden     | 2020–2021 |
| Nigel Pearson   | 2021–2023 |
| Liam Manning    | 2023–2025 |
| Gerhard Struber | seit 2025 |

## Ligazugehörigkeit
- 1901–1906: Football League Second Division
- 1906–1911: Football League First Division
- 1911–1922: Football League Second Division
- 1922/23: Football League Third Division
- 1923/24: Football League Second Division
- 1924–1927: Football League Third Division
- 1927–1932: Football League Second Division
- 1932–1955: Football League Third Division
- 1955–1960: Football League Second Division
- 1960–1965: Football League Third Division
- 1965–1976: Football League Second Division
- 1976–1980: Football League First Division
- 1980/81: Football League Second Division
- 1981/82: Football League Third Division
- 1982–1984: Football League Fourth Division
- 1984–1990: Football League Third Division
- 1990–1992: Football League Second Division
- 1992–1995: Football League First Division
- 1995–1998: Football League Second Division
- 1998/99: Football League First Division
- 1999–04: Football League Second Division
- 2004–2007: Football League One
- 2007–2013: Football League Championship
- 2013–2015: Football League One
- seit 2015: Football League Championship / EFL Championship